# Campionati mondiali di pattinaggio di velocità sprint 2024 - Gara femminile
L'evento femminile dei Campionati mondiali di pattinaggio di velocità sprint 2024 si è svolto il 7 e l'8 marzo 2024 alla Max Aicher Arena di Inzell, in Germania. La vittoria fu appannaggio della giapponese Miho Takagi, davanti alle neerlandesi Femke Kok e Jutta Leerdam.
Il formato della competizione è il completo, nella modalità della sprint. Si svolge una gara sui 500 m seguita da una sui 1000 m, da ripetere il giorno dopo nella stessa sequenza. 

## Risultati

### 7 marzo

#### 500 m
| Pos | Pair | Corsia | Atleta        | NOC           | Tempo | Diff  |
| --- | ---- | ------ | ------------- | ------------- | ----- | ----- |
| 1   | 12   | o      | Femke Kok     | Paesi Bassi   | 37.07 |       |
| 2   | 9    | i      | Miho Takagi   | Giappone      | 37.13 | +0.06 |
| 3   | 13   | o      | Kim Min-sun   | Corea del Sud | 37.36 | +0.29 |
| 4   | 13   | i      | Erin Jackson  | Stati Uniti   | 37.40 | +0.33 |
| 5   | 14   | o      | Jutta Leerdam | Paesi Bassi   | 37.41 | +0.34 |

#### 1000 m
| Pos | Pair | Corsia | Atleta         | NOC         | Tempo   | Diff  |
| --- | ---- | ------ | -------------- | ----------- | ------- | ----- |
| 1   | 12   | i      | Miho Takagi    | Giappone    | 1:13.32 |       |
| 2   | 13   | i      | Jutta Leerdam  | Paesi Bassi | 1:13.71 | +0.39 |
| 3   | 12   | o      | Femke Kok      | Paesi Bassi | 1:14.35 | +1.03 |
| 4   | 13   | o      | Kimi Goetz     | Stati Uniti | 1:14.46 | +1.14 |
| 5   | 10   | i      | Isabel Grevelt | Paesi Bassi | 1:15.02 | +1.70 |

### 8 marzo

#### 500 m
| Pos | Pair | Corsia | Atleta         | NOC           | Tempo | Diff  |
| --- | ---- | ------ | -------------- | ------------- | ----- | ----- |
| 1   | 13   | i      | Femke Kok      | Paesi Bassi   | 37.07 |       |
| 2   | 8    | i      | Kim Min-sun    | Corea del Sud | 37.11 | +0.04 |
| 3   | 11   | o      | Erin Jackson   | Stati Uniti   | 37.13 | +0.06 |
| 4   | 13   | o      | Miho Takagi    | Giappone      | 37.19 | +0.12 |
| 5   | 10   | o      | Vanessa Herzog | Austria       | 37.48 | +0.41 |

#### 1000 m
| Pos | Pair | Corsia | Atleta        | NOC           | Tempo   | Diff  |
| --- | ---- | ------ | ------------- | ------------- | ------- | ----- |
| 1   | 12   | o      | Jutta Leerdam | Paesi Bassi   | 1:12.86 |       |
| 2   | 13   | o      | Miho Takagi   | Giappone      | 1:13.13 | +0.27 |
| 3   | 13   | i      | Femke Kok     | Paesi Bassi   | 1:13.57 | +0.71 |
| 4   | 11   | i      | Kimi Goetz    | Stati Uniti   | 1:13.91 | +1.05 |
| 5   | 10   | i      | Kim Min-sun   | Corea del Sud | 1:14.69 | +1.83 |

## Classifica generale
| Pos     | Atleta                 | Nazione       | 500m  | 1000m   | 500m  | 1000m   | Punti   | Diff   |
| ------- | ---------------------- | ------------- | ----- | ------- | ----- | ------- | ------- | ------ |
| Oro     | Miho Takagi            | Giappone      | 37.13 | 1:13.32 | 37.19 | 1:13.13 | 147.545 |        |
| Argento | Femke Kok              | Paesi Bassi   | 37.07 | 1:14.35 | 37.07 | 1:13.57 | 148.100 | +1.11  |
| Bronzo  | Jutta Leerdam          | Paesi Bassi   | 37.41 | 1:13.71 | 37.57 | 1:12.86 | 148.265 | +1.44  |
| 4       | Kimi Goetz             | Stati Uniti   | 37.98 | 1:14.46 | 37.69 | 1:13.91 | 149.855 | +4.62  |
| 5       | Vanessa Herzog         | Austria       | 37.57 | 1:15.42 | 37.48 | 1:14.87 | 150.195 | +5.30  |
| 6       | Kim Min-sun            | Corea del Sud | 37.36 | 1:17.35 | 37.11 | 1:14.69 | 150.490 | +5.89  |
| 7       | Erin Jackson           | Stati Uniti   | 37.40 | 1:15.72 | 37.13 | 1:16.31 | 150.545 | +6.00  |
| 8       | Tian Ruining           | Cina          | 37.78 | 1:15.82 | 37.65 | 1:14.86 | 150.770 | +6.45  |
| 9       | Rio Yamada             | Giappone      | 38.22 | 1:15.49 | 38.09 | 1:14.94 | 151.525 | +7.96  |
| 10      | Ellia Smeding          | Regno Unito   | 38.19 | 1:15.49 | 38.06 | 1:15.69 | 151.840 | +8.59  |
| 11      | Karolina Bosiek        | Polonia       | 38.15 | 1:16.30 | 38.24 | 1:15.87 | 152.475 | +9.86  |
| 12      | Lee Na-hyun            | Corea del Sud | 38.32 | 1:16.71 | 37.83 | 1:16.37 | 152.690 | +10.29 |
| 13      | Anna Ostlender         | Germania      | 38.44 | 1:16.94 | 38.61 | 1:17.08 | 154.060 | +13.03 |
| 14      | Martyna Baran          | Polonia       | 38.29 | 1:18.08 | 38.12 | 1:17.29 | 154.095 | +13.10 |
| 15      | Alina Dauranova        | Kazakistan    | 38.64 | 1:16.82 | 38.55 | 1:17.37 | 154.285 | +13.48 |
| 16      | Iga Wojtasik           | Polonia       | 38.65 | 1:16.90 | 38.88 | 1:16.68 | 154.320 | +13.55 |
| 17      | Isabelle van Elst      | Belgio        | 38.89 | 1:16.57 | 38.86 | 1:16.60 | 154.335 | +13.58 |
| 18      | Kim Min-ji             | Corea del Sud | 38.52 | 1:17.47 | 38.56 | 1:17.73 | 154.680 | +14.27 |
| 19      | Martine Ripsrud        | Norvegia      | 38.69 | 1:18.05 | 38.44 | 1:17.40 | 154.855 | +14.62 |
| 20      | Serena Pergher         | Italia        | 38.57 | 1:17.95 | 38.60 | 1:17.79 | 155.040 | +14.99 |
| 21      | Maddison Pearman       | Canada        | 39.13 | 1:17.67 | 38.95 | 1:16.95 | 155.390 | +15.69 |
| 22      | Julie Nistad Samsonsen | Norvegia      | 38.79 | 1:18.48 | 39.10 | 1:18.29 | 156.275 | +17.46 |
| 23      | Kristina Shumekova     | Kazakistan    | 39.76 | 1:19.40 | 39.51 | 1:18.25 | 158.095 | +21.10 |
| 24      | Inessa Shumekova       | Kazakistan    | 40.06 | 1:20.32 | 39.73 | 1:19.53 | 159.715 | +24.34 |
| -       | Isabel Grevelt         | Paesi Bassi   | 38.03 | 1:15.02 | 38.05 | DSQ     | 113.590 |        |
| -       | Lea Sophie Scholz      | Germania      | 39.72 | 1:24.27 | DNS   |         | 81.855  |        |
| -       | Sofia Thorup           | Danimarca     | DSQ   | 1:17.13 | 39.67 | DNS     | -       |        |